# Liulînți, Kalînivka
Liulînți (în ucraineană Люлинці) este localitatea de reședință a comunei Liulînți din raionul Kalînivka, regiunea Vinnița, Ucraina.

## Demografie
Componența lingvistică a localității Liulînți
     Ucraineană (99,31%)
     Alte limbi (0,69%)
Conform recensământului din 2001, majoritatea populației localității Liulînți era vorbitoare de ucraineană (99,31%), existând în minoritate și vorbitori de alte limbi.